# 雷亚尔港
雷亚尔港是巴西里约热内卢州的一个市镇。总面积50.587平方公里，总人口16253人，人口密度321.3人/平方公里。